# Quartier Drouot
Le quartier Drouot est un quartier situé à La Fère, en France.

## Localisation
Le quartier est situé sur la commune de La Fère, dans le département de l'Aisne.

## Historique
Le monument est inscrit au titre des monuments historiques en 1994.